# Aleksandrów Kujawski (stad)
Aleksandrów Kujawski (uitspraakⓘ) (vroeger ook Trojanów, Aleksandrowo, Aleksandrów Pograniczny en tussen 1943-1945 Weichselstädt) is een stad in het Poolse woiwodschap Koejavië-Pommeren, gelegen in de powiat Aleksandrowski en gemeente Aleksandrów Kujawski. De oppervlakte bedraagt 7,17 km², het inwonertal 12.437 (2005).
1. ↑  http://bdl.stat.gov.pl/bdl/dane/teryt/kategoria/729